# Гелон II
Гелон II (на латински: Gelo; Gelon II; пр. 266 пр.н.е. – 216 пр.н.е.) e тиран на Сиракуза с титлата цар през 240 пр.н.е. – 216 пр.н.е.
Той е най-големият син на Хиерон II, владетелят на Сиракуза и участва в управлението. Гелон II умира преди баща си.
Гелон II се жени за Нереис след смъртта на нейния баща цар Пир II от Епир. Двамата имат две деца:
- Хиероним, цар na Сиракуза
- Хармония, омъжена за Темистий от Сиракуза. [1]